# Polythoridae
Polythoridae – rodzina ważek równoskrzydłych (Zygoptera). Obejmuje ponad 60 gatunków występujących w tropikalnej strefie Ameryki Środkowej i Południowej.

## Podział systematyczny
Do rodziny należą następujące rodzaje: 
- Chalcopteryx Selys, 1853
- Chalcothore De Marmels, 1988 – jedynym przedstawicielem jest Chalcothore montgomeryi
- Cora Selys, 1853
- Euthore Selys, 1869
- Miocora Calvert, 1917
- Polythore Calvert, 1917
- Stenocora Kennedy, 1940 – jedynym przedstawicielem jest  Stenocora percornuta

Rodzajem typowym rodziny jest Polythore.